# Mistrzostwa Nordyckie w Zapasach 1985
Mistrzostwa odbyły się 30 marca 1985 roku w fińskim mieście Tampere. 

## Tabela medalowa
Gospodarz zawodów został zaznaczony kolorem.
| Poz. | Państwo   |    |    |    | Łącznie |
| ---- | --------- | -- | -- | -- | ------- |
| 1    | Finlandia | 4  | 5  | 1  | 10      |
| 2    | Szwecja   | 3  | 3  | 4  | 10      |
| 3    | Norwegia  | 3  | 1  | 3  | 7       |
| 4    | Dania     | 0  | 1  | 2  | 3       |
|      | Łącznie   | 10 | 10 | 10 | 30      |

## Wyniki

### Styl klasyczny
| Konkurencja            | Złoto            | Srebro                | Brąz                |
| Kategoria do 48 kg     | Patrik Magnusson | Ismo Kortesma         | Ole Jacobsen        |
| Kategoria do 52 kg     | Jon Rønningen    | Reijo Haaparanta      | Stefan Oehrn        |
| Kategoria do 57 kg     | Ronny Sigde      | Taisto Halonen        | Pierre Dikanda      |
| Kategoria do 62 kg     | Morten Brekke    | Benni Ljungbeck       | Pekka Vehvilaeinen  |
| Kategoria do 68 kg     | Sonny Davidsson  | Mikka Viskari         | Frank Ivar Westby   |
| Kategoria do 74 kg     | Roger Tallroth   | Jouko Salomäki        | Jan Pedersen        |
| Kategoria do 82 kg     | Jarmo Övermark   | Klaus Mysen           | Oerjan Jansson      |
| Kategoria do 90 kg     | Toni Hannula     | Stefan Damm           | Frode Mjoelner      |
| Kategoria do 100 kg    | Keijo Manni      | Karl-Johan Gustavsson | Geir E. Sabel Olsen |
| Kategoria ponad 100 kg | Oiva Kaakko      | Niels Steffensen      | Joergen Hansson     |